# Lancia Gamma-20HP
El Lancia Gamma 20hp (Tipo 55, renombrado a Gamma) es un automóvil de turismo fabricado por la marca italiana Lancia en 1910. Deriva en muchos aspectos del modelo anterior, el Lancia Beta 15/20hp, pero modernizado. La cilindrada del motor fue aumentada desde los 3100cc del modelo anterior hasta los 3400cc del Gamma, lo que le permitió aumentar la potencia hasta los 40hp a 1500 rpm, consiguiendo una velocidad máxima de 110 km/h (68 mph).
De este modelo se fabricaron 258 ejemplares en 1910, siendo remplazado por el Lancia Delta 20/30hp en 1911.